# Fuma no Kojiro
Fūma no Kojirō (風魔の小次郎? lett. "Kojirō dei Fūma") è un manga scritto e disegnato da Masami Kurumada. L'opera è stata serializzata dal 1982 al 1985 sulle pagine di Weekly Shōnen Jump. Dal manga sono stati tratti 13 OAV tra il 1989 e il 1992, comprendenti due serie da sei episodi l'una più un lungometraggio conclusivo. Il manga in Italia è ancora inedito, mentre gli OVA sono stati doppiati in Italiano e distribuiti dalla Dynamic Italia tra il 1997 e il 2000 in vhs e nel 2007 ne è stata prodotta in Giappone una versione live action in formato dorama in 13 puntate riguardante la prima parte del manga.
Un sequel in tre volumi sceneggiato da Satoshi Yuri è stato pubblicato su Champion RED dal 2003 al 2006, mentre dal 2019 l'autore originale ha iniziato a pubblicare dei capitoli prequel.

## Trama
La storia narra le avventure di Kojiro, un giovane shinobi appartenente al clan Fuma che viene convocato da una sua amica (Himeko Hojo) al fine di proteggere la scuola di cui è diventata preside alla morte del nonno, dai reiterati vandalismi da parte della scuola rivale che si avvale dei componenti di un altro clan di shinobi, il clan Yasha. Presto la rivalità fra le due scuole sfocia in una guerra fra clan che si conclude con la vittoria dei Fuma, ma subito dopo Kojiro e i suoi amici dovranno fare i conti con gli appartenenti al terribile Clan Caos, scoprendo così un'incredibile verità sul loro passato per impedire che i nemici s'impossessino delle dieci spade che regolano il destino del mondo. Chi si impossesserà delle dieci spade sacre diventerà il padrone di tutto il pianeta Terra, per tal motivo ogni circa 4000 anni si combatte una guerra tra spadaccini più forti al mondo per il loro possesso, chiamata "La Guerra delle Spade Sacre".

## Personaggi

### Prima parte

#### Clan Fuma
- Kojiro
- Ryoma
- Kirikaze
- Ryuho
- Kou
- Shoryu
- Rinpyo
- Kobotomaru
- Reira
- Gran maestro
- Komono

#### Istituto Hakuoh
- Himeko Hojo
- Ranko Yagyu

#### Istituto Seishi e Clan Yasha
- Musashi Asuka
- Principessa Yasha
- Kosuke Mibu
- Mizukage, Yamikage e Tsukikage
- Maya

##### Otto generali Yasha
- Byakko
- Shiranui
- Shien
- Raiden
- Anki
- Kurojishi
- Yosui
- Kagerō

#### Altri
- Irina Asuka
- Nonno di Himeko

### Parte due

#### Guerrieri di Cosmo
- Kojiro
- Musashi Asuka
- Ryoma
- Sigma
- Soshi Date
- Cosmo

#### Guerrieri di Kaos
- Imperatore Kaos
- Neero
- Oz
- Jackal
- Shura

##### Guerrieri minori
- Rasha
- Shion
- Artur
- David

#### Altri
- Demone del monte Hakurei

### Parte terza

#### Vecchio Clan di Fuma
- Kojiro
- Ryoma
- Shoryu
- Kirikaze
- Ryuho
- Juzo
- Majin
- Enrai

#### Nuovo Clan di Fuma
- Shimon
- Muma
- Rahien
- Raizo

## Manga
Il manga è stato pubblicato dalla Shūeisha su Weekly Shōnen Jump tra il 1982 e il 1985, per un totale di dieci tankōbon, mentre fra il 2003 e il 2006 un seguito disegnato da Satoshi Yuri dal titolo Fuma no Kojirou: Yagyu Ansatsuchou (風魔の小次郎柳生暗殺帖?)  è stato pubblicato sul mensile Champion Red dell'Akita Comics. 
Fra agosto e ottobre 2019, Kurumada ha iniziato (sempre su Champion Red) la pubblicazione di un breve prequel intitolato Fuma no Kojiro: Jo no Maki (lett. Preludio) a cui nel 2022 si è aggiunta una serie di capitoli speciali dedicati al passato del personaggio di Musashi Asuka intitolata Fuma no Kojirō Gaiden Asuka Mumeicho .
In Italia manga sono inediti.
| Nº | Titolo italiano (traduzione amatoriale) Giapponese 「Kanji」 - Rōmaji | Data di prima pubblicazione | Data di prima pubblicazione |
| Nº | Titolo italiano (traduzione amatoriale) Giapponese 「Kanji」 - Rōmaji | Giapponese                  |                             |
| 1  | Kojiro scende in campo! 「小次郎 出陣! - Kojiro Shutsujin!」 | 15 agosto 1982              |                             |
| 1  | Capitoli - 1 Kojiro scende in campo! (小次郎 出陣!?, Kojiro Shutsujin!) - 2 Il Cavaliere del desiderio (希望の騎士?, Kibo no naito) - 3 Dramma! Kojiro, sfioralo (激! 代打・小次郎?, Geki! Daida, Kojiro) - 4 I tre fratelli sanguinari nell'ombra (影三兄弟?, Kage San Kyôdai) - 5 La spada imperiale del drago volante (飛龍覇皇剣?, Hiryû Ha Sumeragi ken)                                        |                             |                             |
| 2  | Gli otto generali Yasha 「夜叉八将軍 - Yasha hachi shôgun」 | 15 ottobre 1982             |                             |
| 2  | Capitoli - 6 Gli otto generali Yasha (夜叉八将軍?, Yasha Hachi Shôgun) - 7 Le piume bianche taglienti di Kou (項羽白羽陣?, Kou Shiraha Jin) - 8 Compare Shoryu (小龍登場?, Shoryu Tôjô) - 9 Kirikaze, il settimo guerriero della nebbia (七番目の戦士 霧風?, Nana Banme no Senshi Kirikaze) - 10 Musashi, il guerriero della solitudine (孤独の戦士 武蔵?, Kodoku no Senshi Musashi)                 |                             |                             |
| 3  | Furinkazan 「風林火山 - Fûrinkazan」 | 15 gennaio 1983             |                             |
| 3  | Capitoli - 11 Invito alla battaglia decisiva (決戦への招待?, Kessen He no Shôtai) - 12 L'ombra di un guerriero (影なき戦士?, Kage Naki Senshi) - 13 Furinkazan (風林火山?, Fûrinkazan) - 14 Il possessore della Ogoken (黄金剣を持つ男?, Ogonken o Motsu Otoko) |                             |                             |
| 4  | Il suo nome è Fiore Malvagio 「その名は華悪崇 - Sono Na Ha Hana Aku Takashi」 | 15 aprile 1983              |                             |
| 4  | Capitoli - 15 La voce che chiama il guerriero (戦士を呼ぶ声?, Senshi o Yobu Koe) - 16 Il suo nome è Kaos (その名は華悪崇?, Sono Na Ha Kaosu) - 17 La fine del vento demoniaco (風魔崩壊?, Kaze Ma Hôkai) - 18 La terza spada sacra, Raikonen (第三の聖剣 雷光剣?, Dai San no Hijiri ken Raikôken) |                             |                             |
| 5  | La leggenda delle spade sacre 「聖剣伝説 - Seiken Densetsu」 | 15 luglio 1983              |                             |
| 5  | Capitoli - 19 L'apparizione dell'imperatore!! (皇帝出現!!?, Kôtei Shutsugen!!) - 20 Il ritorno di Musashi (武蔵ふたたび?, Musashi Futatabi) - 21 Il possessore della quinta spada sacra (第四の聖剣をもつ男?, Dai Yon no Hijiri ken o Motsu Otoko) - 22 La leggenda delle spade sacre (聖剣伝説?, Seiken Densetsu)                                                                                   |                             |                             |
| 6  | La riunione dei guerrieri di Cosmo 「コスモ集結 - Cosmo Shûketsu」 | 15 ottobre 1983             |                             |
| 6  | Capitoli - 23 La frattura della Terra (大地の裂ける時?, Daichi no Sakeru Toki) - 24 Il terrore della Gemmu Hishoken (幻夢氷翔剣の恐怖?, Gemmu Hishoken no Kyôfu) - 25 Il messaggero dell'Imperatore Kaos (華悪崇よりの勅使?, Kaosu Yôri no Chôkushi) - 26 Il guerriero del monte Hakurei (白霊山の戦士?, Hakureizan no Senshi) - 27 La riunione dei guerrieri di Cosmo (コスモ集結?, Cosmo Shûketsu) |                             |                             |
| 7  | La guerra delle spade sacre 「聖剣戦争 - Seiken Sensô」 | 15 dicembre 1983            |                             |
| 7  | Capitoli - 28 Il mondo di ghiaccio contro il mondo di fuoco (氷の世界対炎の世界?, Kori no Sekai Tai En no Sekai) - 29 E due persone sparirono... (そして また ふたり…?, Soshite Mata Futari...) - 30 Dal profondo della Terra (大地の底から?, Daichi no Soko Kara) |                             |                             |
| 8  | Un sogno di quattromila anni 「四千年の夢 - Yon Sen Nen no Yume」 | 15 febbraio 1984            |                             |
| 8  | Capitoli - 31 La porta sfavillante (燃えつきた扉の巻?, Moetsuki Ta Tobira) - 32 Addio Musashi (さらば武蔵?, Saraba Musashi) - 33 Un sogno di quattromila anni (四千年の夢?, Yon Sen Nen no Yume) - 34 Il ritorno della Furinkazan (風林火山ふたたび?, Fûrinkazan Futatabi) |                             |                             |
| 9  | La ribellione dei Fuma 「風魔反乱 - Fûma Hanran」 | 15 aprile 1984              |                             |
| 9  | Capitoli - 35 Il ciclo della reincarnazione (輪廻への訣別?, Rinne He no Ketsubetsu) - 36 La ribellione dei Fuma (風魔反乱?, Fûma Hanran) - 37 I sopravvissuti del mondo dei morti (死界より生還?, Shikai Yori Seikan) |                             |                             |
| 10 | La bandiera dei Fuma 「風の旗 - Fûma no Hata」 | 15 maggio 1984              |                             |
| 10 | Capitoli - 38 Parola chiave (死の鍵言葉?, Keyword) - 39 Shimon, il guerriero che controlla la mente (精神支配の戦士 死紋?, Mind control soldier Shimon) - 40 L'ultima piuma (最後の一羽?, Saigo no Ichi Wa) - 41 La bandiera dei Fuma (風の旗?, Fûma no Hata) |                             |                             |

## Anime

I protagonisti della serie

Il manga è stato adattato in due serie OAV, per un totale di 12 episodi, più un film anime distribuito come OAV. La serie è stata curata da Shingō Araki e Michi Himeno, che precedentemente avevano lavorato alla versione animata de I cavalieri dello zodiaco.
Le serie OAV corrispondono alle due metà della storia: la prima serie, intitola Kojiro - Lo spirito del vento (魔の小次郎 夜叉篇?, Fūma no Kojirō: Yasha ichizoku-hen, lett. "Kojiro dei Fuma: Il capitolo del Clan Yasha"), narra la battaglia fra il Clan dei Fuma e quello degli Yasha ed è stata pubblicata nel fra giugno e agosto 1989; la seconda è uscita nell'autunno del 1990 e racconta le battaglie di Kojiro e dei suoi amici contro il clan Caos e prende il nome di Kojiro - La guerra per le spade sacre (風魔の小次郎 聖剣戦争篇?, Fūma no Kojirō: Seiken sensō-hen, lett. "Kojiro dei Fuma: Il capitolo delle spade sacre"), corrispondente al secondo arco del manga.

### Episodi

#### Prima serie
| Nº                                        | Titolo italiano Giapponese 「Kanji」 - Rōmaji                                                     | In onda        | In onda |
| Nº                                        | Titolo italiano Giapponese 「Kanji」 - Rōmaji                                                     | Giapponese     |         |
| Kojiro - Lo spirito del vento (6 episodi) |                                                                                                   |                |         |
| 1                                         | Il clan del vento 「風の一族!小次郎見参!!」 - Fûma no ichizoku! Kojirô kenzan!!                   | 1º giugno 1989 |         |
| 2                                         | La tecnica del drago volante 「火の集結!夜叉八将軍!!」 - Hayashi no raimei! Hiryû Haô-ken!!       | 1º giugno 1989 |         |
| 3                                         | Gli otto generali di Yasha 「火の集結!夜叉八将軍!!」 - Hi no shûketsu! Yasha hasshôgun!!          | 1º luglio 1989 |         |
| 4                                         | L'illusione delle nebbie 「山の幻夢!霧の刺客!!」 - Yama no genmu! Kiri no shikaku!!               | 1º luglio 1989 |         |
| 5                                         | Il colpo dello specchio di morte 「光の舞曲!風魔死鏡剣!!」 - Hikari no bukyoku! Fûma Shikyô-ken!! | 2 agosto 1989  |         |
| 6                                         | Il richiamo dei guerrieri 「雪の終焉!戦士を呼ぶ声!!」 - Yuki no shûen! Senshi o yobu koe!!        | 2 agosto 1989  |         |

#### Seconda serie
| Nº                                                | Titolo italiano Giapponese 「Kanji」 - Rōmaji | In onda           | In onda |
| Nº                                                | Titolo italiano Giapponese 「Kanji」 - Rōmaji | Giapponese        |         |
| Kojiro - La guerra per le spade sacre (6 episodi) |                                               |                   |         |
| 1                                                 | Kaos 「華悪崇」 - Chaos                       | 21 settembre 1990 |         |
| 2                                                 | Dieci spade sacre 「十聖剣」 - Jisseiken      | 21 settembre 1990 |         |
| 3                                                 | Cosmo 「秩序（コスモ）」 - Chitsujo           | 21 ottobre 1990   |         |
| 4                                                 | Raduno 「集結」 - Shûketsu                    | 21 ottobre 1990   |         |
| 5                                                 | Fenice 「鳳凰天舞」 - Hôô Tenbu               | 21 dicembre 1990  |         |
| 6                                                 | Metempsicosi 「輪廻転生」 - Rinne Tensei      | 21 dicembre 1990  |         |

#### Film
Il 21 novembre 1992 è stato pubblicato in formato OAV il lungometraggio animato finale Kojiro - La ribellione dei Fuma (風魔の小次郎 風魔反乱篇?, Fūma no Kojirō: Fūma hanran-hen) che copre le vicende degli ultimi capitoli del manga dove Kojiro deve fronteggiare una ribellione interna al clan Fuma per mano del ribelle Shimon. In Italia è stato pubblicato nel 2001 dalla Dynamic.

### Sigle
Sigle d'apertura
- Don't Go Away cantata dal gruppo Night Hawks, sigla della serie Kojiro - Lo spirito del vento
- Shout cantata dal gruppo Night Hawks, sigla della serie Kojiro - La guerra delle spade sacre
- Kaze no senshi cantata da Hidemi Miura, sigla di Kojiro - La ribellione dei Fuma

Sigle di chiusura
- Good-bye Marry (sigla della prima serie)
- Out My Way (sigla della seconda serie)
- Ano hi kaze no naka de...  cantata da Hidemi Miura, scritta da Masami Kurumada. Ending di Kojiro - La ribellione dei Fuma

### Edizione italiana
In Italia sono giunti solo le due serie di OAV e il lungometraggio, distribuiti dalla Dynamic Italia in VHS e doppiati dallo Studio P.V. di Milano in collaborazione con la Sefit-CDC di Roma. Il doppiaggio è stato diretto da Emanuela Rossi e Ivo De Palma per la prima serie, mentre per la seconda e il lungometraggio la direzione è passata a Isabella Pasanisi e Luca Semeraro, mentre la traduzione è di Irene Cantoni sia per le due serie che per l'OAV finale.

## Dorama
Una versione dorama (serie televisiva live action) del primo arco di Fuma no Kojiro è stata prodotta dalla Tokyo Metropolitan Television e trasmessa dal 3 ottobre al 26 dicembre 2007 per un totale di 13 episodi. La serie (diretta da Toshino Oooka) ved Ryuichi Ichino, con Ryota Murai nella parte del protagonista.
La sigla d'apertura è Ryusei Rocket degli An Cafe, mentre quella di chiusura è Eien no setsuna (永遠の刹那?, Momento dell'eternità) degli On/Off